# Wojciech Szczęsny
Wojciech Tomasz Szczęsny (* 18. dubna 1990 Varšava) je polský fotbalový brankář a reprezentant, který je od roku 2024 hráčem španělského klubu FC Barcelona, původně však měl ukončit kariéru. Jeho otcem je Maciej Szczęsny, také bývalý polský fotbalový brankář.

## Klubová kariéra
V červenci 2015 odešel na hostování z londýnského týmu Arsenal FC do italského prvoligového klubu AS Řím.
V červenci 2017 přestoupil z Arsenalu do popředního italského klubu Juventus FC, kde podepsal smlouvu do roku 2021. V říjnu 2024 podepsal smlouvu se španělským klubem FC Barcelona.

## Reprezentační kariéra
Szczęsny reprezentoval Polsko již v mládežnických kategoriích.
V A-mužstvu Polska debutoval 18. 11. 2009 v přátelském zápase v Bydhošti proti reprezentaci Kanady (výhra 1:0).
Wojciech Szczęsny zazářil v přátelském utkání proti Německu 6. září 2011. Konečný výsledek byl 2:2, ale Szczęsny měl minimálně 8 klíčových zákroků, kterými zabránil dalším gólům ve své síti. Jeho výkon ocenil i Oliver Kahn, německá brankářská legenda.
V zahajovacím utkání Eura 2012 se střetlo domácí Polsko s Řeckem a Szczęsny v 69. minutě za stavu 1:1 fauloval v pokutovém území Dimitrise Salpingidise, aby zabránil druhému gólu. Dostal červenou kartu, což znamenalo automatický zákaz startu v dalším zápase s Ruskem. Do polské brány přišel náhradní brankář Przemysław Tytoń a nařízený pokutový kop chytil, stal se tak prvním brankářem v historii evropských šampionátů, kterému se to podařilo poté, co právě přišel na hřiště (utkání skončilo výsledkem 1:1). Szczęsny už se na hřiště nedostal, zbývající dva zápasy odchytal Przemysław Tytoń (remíza 1:1 s Ruskem a prohra 0:1 s Českou republikou), Polsko skončilo se ziskem 2 bodů na posledním místě základní skupiny A.
11. října 2014 se podílel vychytaným čistým kontem na historické výhře 2:0 nad Německem (tehdy úřadující mistr světa) v kvalifikaci na EURO 2016. Pro Polsko to byla premiérová výhra, zdařila se až na 19. pokus ve vzájemných zápasech (do té doby bilance 12 proher a 6 remíz). Němci prohráli v některé z kvalifikací po 33 zápasech, naposledy poznali porážku v roce 2007 (0:3 v Mnichově s Českou republikou).
Trenér Adam Nawałka jej zařadil do závěrečné 23členné nominace na EURO 2016 ve Francii.
Představil se na Mistrovství světa 2022, které v listopadu a prosinci toho roku pořádal Katar. V rozhovoru 32letý Szczęsny uvedl, že jde pravděpodobně o jeho poslední mistrovství světa. V roli brankářské jedničky se 22. listopadu postavil Mexiku v bezgólovém prvním utkání skupiny. Dne 26. listopadu se podílel na vítězství 2:0 nad Saúdskou Arábií, která Polsku se čtyřmi body přiřkla čelo tabulky. V nastaveném čase před poločasovou přestávkou vychytal penaltu Sálima Davsárího a jednou rukou ještě zabránil dorážce Mohameda Al Buraikana. Ve třetím utkání 30. listopadu Polsko čelilo Argentině. Szczęsny se před přestávkou dostal do kolize s Lionelem Messim, po čemž následovala penalta. Přes chycenou penaltu a nejlepší výkon hráče v polském dresu dvakrát inkasoval. Polsko nakonec navzdory prohře postoupilo, když souběžně hrané utkání Mexika se Saúdskou Arábií dopadlo příznivě.

## Statistiky
Klub
Aktualizováno 1. 11. 2015
| Club             | Sezóna           | Liga             | Liga   | Liga | FA Cup | FA Cup | League Cup | League Cup | Evropa | Evropa | Ostatní | Ostatní | Celkem | Celkem |
| Club             | Sezóna           | Divize           | Starty | Góly | Starty | Góly   | Starty     | Góly       | Starty | Góly   | Starty  | Góly    | Starty | Góly   |
| ---------------- | ---------------- | ---------------- | ------ | ---- | ------ | ------ | ---------- | ---------- | ------ | ------ | ------- | ------- | ------ | ------ |
| Arsenal FC       | 2009/10          | Premier League   | 0      | 0    | 0      | 0      | 1          | 0          | 0      | 0      | 0       | 0       | 1      | 0      |
| Brentford FC     | 2009/10          | League One       | 28     | 0    | 0      | 0      | 0          | 0          | 0      | 0      | 0       | 0       | 28     | 0      |
| Arsenal FC       | 2010/11          | Premier League   | 15     | 0    | 2      | 0      | 5          | 0          | 2      | 0      | 0       | 0       | 24     | 0      |
| Arsenal FC       | 2011/12          | Premier League   | 38     | 0    | 1      | 0      | 0          | 0          | 9      | 0      | 0       | 0       | 48     | 0      |
| Arsenal FC       | 2012/13          | Premier League   | 25     | 0    | 4      | 0      | 1          | 0          | 3      | 0      | 0       | 0       | 33     | 0      |
| Arsenal FC       | 2013/14          | Premier League   | 37     | 0    | 0      | 0      | 0          | 0          | 9      | 0      | 0       | 0       | 46     | 0      |
| Arsenal FC       | 2014/15          | Premier League   | 17     | 0    | 5      | 0      | 0          | 0          | 6      | 0      | 1       | 0       | 25     | 0      |
| Arsenal FC       | Celkem           | Celkem           | 132    | 0    | 12     | 0      | 7          | 0          | 29     | 0      | 1       | 0       | 181    | 0      |
| AS Řím           | 2015/16          | Serie A          | 5      | 0    | 0      | 0      | 0          | 0          | 3      | 0      | 0       | 0       | 8      | 0      |
| Celkem v kariéře | Celkem v kariéře | Celkem v kariéře | 165    | 0    | 12     | 0      | 7          | 0          | 32     | 0      | 1       | 0       | 217    | 0      |

## Úspěchy

### Klubové
Arsenal FC
- Premier Academy League: 2008–09 (mládež)
- FA Youth Cup: 2008-09 (mládež)
- FA Cup: 2014, 2015
- FA Community Shield: 2014

Juventus FC
- Serie A: 2017/18, 2018/19, 2019/20
- Coppa Italia: 2017/18, 2020/21, 2023/24
- Supercoppa italiana: 2018/19, 2020/21

FC Barcelona
- La Liga: 2024/25
- Copa del Rey: 2024/25
- Supercopa de España: 2024/25

### Individuální
- Premier League Golden Glove – 2013/14 (sdíleno)
- 1× nejlepší brankář sezóny italské Serie A – 2019/20[17]